# Weiße Grube Imsbach
Die Weiße Grube Imsbach ist ein historisches Silber- und Kupferbergwerk, das zwei Kilometer außerhalb des namengebenden Ortes Imsbach im Nordpfälzer Bergland liegt. Im 18. Jahrhundert wurde auch Kobalt gewonnen. 1921 wurde der Betrieb des Bergwerks eingestellt.

## Besucherbergwerk
Seit 1979 ist die Weiße Grube Imsbach ein Besucherbergwerk. In ihr wird gezeigt, wie verschiedene Bereiche des Bergwerks in unterschiedlichen Epochen vom Mittelalter bis in die Neuzeit bearbeitet wurden. Ergänzt wird dies durch Repliken mittelalterlicher Aufbereitungsanlagen. Das Pfälzische Bergbaumuseum in der Ortsmitte von Imsbach zeigt das Leben und die Arbeit der früheren Bergleute, zudem kann auch die Grube Maria Imsbach besichtigt werden. Über die Internetpräsenz von Gruben und Museum können deutsch- und englischsprachige Führungen – auch kombiniert – vereinbart werden.

## Erdbebenmessstation
In der Weißen Grube befindet sich eine von zwölf Erdbebenmessstationen, die vom Landesamt für Geologie und Bergbau Rheinland-Pfalz betrieben werden. Sie dienen der Überwachung der Landesfläche von Rheinland-Pfalz.